# Бразилски нирец
Бразилският нирец (Mergus octosetaceus) е вид птица от семейство Патицови (Anatidae). Видът е критично застрашен от изчезване.

## Разпространение и местообитание
Разпространен е в Аржентина, Бразилия и Парагвай.